# Макеевка-Грузовая
Маке́евка, также Маке́евка-Грузовая (укр. Макіївка, укр. Макіївка-Вантажна) — грузовая станция Донецкой железной дороги. Находится в Горняцком районе Макеевки. Станция оснащена одной пассажирской платформой, одним приемо-отправочным путём для пригородных поездов. В здании станции находится зал ожидания и товарная контора.